# 浅野真弓 (アーチェリー選手)
浅野 真弓（あさの まゆみ、1976年6月27日 - ）は、佐賀県出身の女性アーチェリー選手。2000年シドニーオリンピックアーチェリー個人日本代表。
2005年世界選手権で女子個人6位、2006年アジア競技大会でも個人・団体の日本代表として出場した。高志館高校、近畿大学卒業。現役時代の所属は佐電工。